# Teletype Wide-area eXchange
Il TWX (Teletype Wide-area eXchange) fu un sistema di telecomunicazione sviluppato negli anni trenta dai laboratori Bell negli Stati Uniti, come alternativa al servizio Telex che nello stesso periodo si stava diffondendo a partire dalla Germania.
Il TWX utilizzava inizialmente telescriventi in grado di trasmettere a 75 bit/secondo in codice Baudot e con selezione ad impulsi.
Successivamente fu sviluppata una seconda generazione di telescriventi con tastiera a quattro righe, chiamato Bell 101, anticipatore del Bell 103 che impiegò per primo il concetto di divisione di tempo in informatica. Il modello 101 fu innovativo anche perché poteva operare su normali linee telefoniche.
Il codice esteso del TWX comprendeva caratteri di controllo che permettevano un funzionamento simile alle macchine da scrivere, con i rientri di paragrafo, avanzamento del foglio e altre funzioni non disponibili nel codice Baudot. Il codice TWX utilizzava comunque solamente 93 di 128 possibili caratteri.
La ditta Teletype corporation, fondata da E. E. Kleinschmidt, produceva il terminale più economico adattabile al sistema TWX. La Bell acquisto l'azienda per assicurarsi la fornitura del modello 33.

Questo stesso modello fu impiegato come terminale per computer, in quanto disponeva di un set completo di caratteri.
Il codice ASCII attualmente usato deriva dal codice TWX, definito come standard CCITT International Alphabet 5.
Alcuni studi hanno fatto notare che in diversi caratteri del codice ASCII sono rintracciabili le origini dal codice Baudot e della telegrafia manuale.
La licenza della tecnologia Bell ne limitava l'uso alla telefonia internazionale in teleselezione. La società Western Union Telegraph acquisì nel 1939 il monopolio sulla telegrafia negli Stati uniti, acquisendo il controllo della ITT. Questo limitò lo sviluppo del telex negli Stati uniti e provocò un riassetto nelle compagnie di telecomunicazione minori, che portò ad avere le seguenti presenze, chiamate International Record Carriers nel settore della telegrafia internazionale:
- La Western Union Telegraph elaborò un sistema chiamato "Cable System" e divenne poi "Western Union International".
- Il gruppo ITT comprendeva diverse società: "Federal Telegraph", "All American Cables and Radio", "Globe Wireless" e la divisione telecomunicazioni della "Mackay Marine".
- La divisione comunicazioni della RCA si specializzò nelle comunicazioni attraverso l'oceano Pacifico. Successivamente si unì con la Western Union International creando la MCI.
- Fino alla prima guerra mondiale la "Tropical Radiotelegraph" installava apparecchi radiotelegrafici sulle navi della società controllante, la "United Fruit Company", allo scopo di vendere le banane al migliore offerente. Le installazioni arrivarono fino alle piantagioni dove venivano messe a disposizione del governo locale. La "TRT Telecommunications" (come è conosciuta oggi) istituì in questo modo i servizi pubblici di telecomunicazione di diverse nazioni del centro America.
- La "French Telegraph Cable Company", di proprietà francese, opera da sempre negli Stati Uniti ed ha posato cavi tra Francia e America. Fu fondata da Monsieur Puyer-Quartier, da cui la sigla PQ come codice di instradamento delle comunicazioni.
- La "Firestone Rubber" creò una propria divisione telecomunicazioni, la "Trans-Liberia Radiotelegraph Company", che operò in onde corte tra Akron (Ohio) e le proprie piantagioni di gomma in Liberia.

Gli utenti del sistema Bell dovevano scegliere quale operatore utilizzare e aggiungere all'indirizzo le opportune cifre identificative.
Gli operatori eseguivano poi le conversioni tra lo standard TWX e quello della Western Union Telegraph.